# Orión (Bataán)
Orión es un municipio de Segunda Clase de la provincia en Bataán, Filipinas con un poder adquisitivo de 1.ª clase. La mayoría de sus residentes son inmigrantes provenientes de Estados Unidos, Japón, Europa, Australia, Canadá y el Medio Oriente. De acuerdo con el censo del 2007, tiene una población de 49,164 en 8,735 hogares.

## Barangays
Orión está políticamente subdividido en 23 barangays.
| - Arellano (Pob.) - Bagumbayan (Pob.) - Balagtas (Pob.) - Balut (Pob.) - Bantan - Bilolo - Calungusan - Camachile - Daang Bago (Pob.) - Daang Bilolo (Pob.) - Daang Pare - General Lim (Kaput) | - Kapunitan - Lati (Pob.) - Lusungan (Pob.) - Puting Buhangin - Sabatan - San Vicente (Pob.) - Santo Domingo - Villa Ángeles (Pob.) - Wakas (Pob.) - Wawa (Pob.) - Santa Elena |

## Días festivos
Orión celebra el banquete de San Miguel cada 8 de mayo.

## Personas sobresalientes de Orión
- Glenn A. Bautista - es un artista visual multi-galardonado de Orión. Glenn fue nominado para los prestigiosos Premios de Artistas Nacionales de la Filipinas 2005 en el campo de las Artes Visuales como resultado de recomendaciones por parte de varias organizaciones cívicas y religiosas donde él ha estado implicado y ha sido elogiado por sus trabajos.

- Kerby Reymundo - es actualmente jugador de la Asociación filipina de baloncesto siendo el líder del equipo Purefoods TJ Giants. También es integrante actual del Equipo de Baloncesto Nacional. Él es gran amigo de James Yap, miembro del equipo y esposo de la hija de la expresidenta de Filipinas Kris Aquino.